# Инвестиционная платформа
Инвестиционная платформа — определённая законом от 02.08.2019 № 259-ФЗ «О привлечении инвестиций с использованием инвестиционных платформ и о внесении изменений в отдельные законодательные акты Российской Федерации» информационная система, размешённая в сети Интернет и используемая для заключения договоров инвестирования с помощью дистанционных технологий и технических средств.
Инвестиционная платформа сама по себе не принимает на себя обязательства по кредитам и риски, выступая в роли посредников между инвесторами/кредиторами и получателями финансирования.
- предоставление займов — краудлендинг;
- приобретение эмиссионных ценных бумаг, размещаемых на инвестиционной платформе — краудинвестинг;
- приобретение утилитарных цифровых прав;
- приобретение цифровых финансовых активов[5].

Большая часть инвестиционных платформ в России совмещает несколько моделей работы.
Реестр операторов инвестиционных платформ ведёт Центральный банк России.
В 2023 году Минэкономразвития России провело отбор инвестплатформ, которые оно намерено использовать для целей поддержки малого и среднего бизнеса. В состав отобранных попали 11 платформ из общего числа свыше 60, присутствовавших в реестре ЦБ на начало года.